# 2007 en sport
Cet article présente les faits marquants de l'année 2007 en sport.

## Principaux évènements sportifs
- 15 au 28 janvier : Tennis, Open d'Australie.
- 19 au 4 février : Championnat du monde de handball masculin 2007 en Allemagne.
- 22 au 28 janvier : Championnats d'Europe de patinage artistique à Varsovie, Pologne.
- 1er avril : Wrestlemania 23
- 3 au 18 février : Championnats du monde de ski alpin.
- 4 février : football américain, Super Bowl à Miami.
- 5 au 11 février : Championnats des quatre continents de patinage artistique à Colorado Springs, États-Unis.
- 11 mars au 28 avril : Coupe du monde de cricket dans les Indes occidentales.
- 19 au 25 mars : Championnats du monde de patinage artistique à Tokyo, Japon.
- 23 mai : Football : finale de la Ligue des champions de l'UEFA à Athènes.
- 27 mai au 10 juin : Tennis, Internationaux de France de tennis.
- 6 au 24 juin : Football : Gold Cup de la CONCACAF.
- Juin / juillet : Voile : Coupe de l'America.
- 25 juin au 8 juillet : Tennis, Tournoi de Wimbledon.
- 7 juillet au 29 juillet : Football, Coupe d'Asie des nations de football.
- 7 au 9 juillet : Sarbacane, Championnats du Monde.
- 7 au 29 juillet : cyclisme, Tour de France.
- 24 août au 2 septembre : Championnats du monde d'athlétisme à Osaka.
- 27 août au 9 septembre : Tennis, US Open de tennis.
- 8 septembre au 20 octobre : Coupe du monde de rugby en France.
- 10 au 30 septembre : Football, Coupe du monde de football féminin.
- 5 au 18 novembre : Tennis, Masters de tennis masculin.

## Athlétisme
- Août-septembre : championnat du monde à Osaka. L'Australien Nathan Deakes remporte le 50 km marche, l'Américain Brad Walker remporte le saut à la perche.
- 9 septembre : lors de la réunion de Rieti en Italie, le Jamaïcain Asafa Powell bat le record du monde du 100 mètres en 9 s 74/100, améliorant de 3 centièmes l'ancien record, qu'il détenait depuis le 14 juin 2005 à Athènes. Il a bénéficié d'un vent favorable de +1,7 m/s.

## Automobile

### Catch
- 7 janvier : New Year's Revolution (2007)
- 28 janvier : Royal Rumble (2007)
- 18 février : No Way Out (2007)
- 31 mars : WWE Hall of Fame
- 1er avril : Wrestlemania 23
- 29 avril : Backlash (2007)
- 20 mai : Judgment Day (2007)
- 3 juin : One Night Stand (2007)
- 11 juin : WWE Draft 2007
- 24 juin : Vengeance (2007)
- 22 juillet : The Grat American Bash (2007)
- 26 août : SummerSlam (2007)
- 16 septembre : Unforgiven (2007)
- 7 octobre : No Mercy (2007)
- 28 octobre : Cuber Sunday (2007)
- 18 novembre : Survivor Series (2007)
- 16 décembre : Armageddon (2007)

### Champ Car
- 12 août : le Français Sébastien Bourdais remporte sa 27e victoire en Champ Car en s'imposant lors du Grand Prix d'Elkhart Lake, dans le Wisconsin, devant l'Anglais Dan Clarke et l'Américain Graham Rahal. Le futur pilote Toro Rosso compte désormais 37 points d'avance sur le Néerlandais Robert Doornbos au classement général.

### Championnat IRL
- 26 mai : Dario Franchitti remporte, sur une Dallara-Honda, la 91e édition des 500 miles d'Indianapolis, une course interrompue par la pluie après 166 tours alors que Franchitti était en tête. Il devient le second pilote écossais — après Jim Clark en 1965 — à s'imposer sur le mythique Indianapolis Motor Speedway. Hélio Castroneves double vainqueur de l'épreuve en 2001 et 2002 est parti en pole position, tandis que Tony Kanaan réalise le meilleur tour en course, en 40 s 2829 (à la moyenne de 359,482 km/h).

### NASCAR
- 24 juin : l'ancien pilote de Formule 1 colombien Juan Pablo Montoya remporte sa première victoire en Nextel Cup sur le circuit routier de Infineon à Sonoma en Californie, devenant ainsi le premier pilote  non nord-américain (américain ou canadien) à gagner une course en NASCAR, et le troisième pilote à avoir gagné à la fois en Formule 1, en IndyCar et en NASCAR, après les Américains Mario Andretti et Dan Gurney, et cela dès sa première saison dans la discipline.

### Championnat du monde des rallyes
- 21 janvier : le Français Sébastien Loeb (Citroën) remporte le Rallye Monte-Carlo avec sa nouvelle Citroën C4.
- Mars : le Français Sébastien Loeb (Citroën) remporte le Rallye du Mexique, c'est sa trentième victoire.
- 19 août : le Français Sébastien Loeb (Citroën C4) remporte pour la sixième fois consécutive le Rallye d'Allemagne, sa cinquième victoire de la saison et la 33e (nouveau record) de sa carrière, en devançant François Duval (Citroën Xsara) et Mikko Hirvonen (Ford Focus). Il revient à 8 points de Marcus Grönholm (Ford Focus) au classement du championnat du monde.
- 2 décembre : grâce à sa troisième place dans le rallye de Grande-Bretagne derrière les Ford Focus WRC des Finlandais Mikko Hirvonen et Marcus Grönholm, le Français Sébastien Loeb (Citroën C4 WRC) remporte le championnat du monde des rallyes pour la quatrième fois consécutive. Avant lui, seuls les Finlandais Juha Kankkunen et Tommi Mäkinen avait réalisé une telle performance.

## Endurance
- 28 janvier : l'ancien pilote de Formule 1 colombien Juan Pablo Montoya, associé à Scott Pruett et Salvador Durán, au volant de la Riley-Lexus de l’écurie Ganassi, remporte la course d’endurance des 24 Heures de Daytona, sur l’ovale de Floride.
- 17 juin : l'équipage de l'Audi R10 n°1, composé de Frank Biela, Emanuele Pirro et Marco Werner, qui s'était déjà imposé en 2006, remporte la 76e édition des 24 Heures du Mans devant la Peugeot 908 n°8 (Bourdais-Sarrazin-Lamy) et la Pescarolo 01 n° 16 (Collard-Dumas-Boullion). Le constructeur allemand signe ainsi sa quatrième victoire consécutive dans l'épreuve d'endurance mancelle, la septième en huit ans.

## Formule 1
- 18 mars : en ouverture de la saison 2007 de Formule 1, le Finlandais Kimi Räikkönen (Ferrari) remporte le Grand Prix d'Australie, devant le double champion du monde Fernando Alonso (McLaren) (2e) et le jeune débutant britannique Lewis Hamilton (McLaren) (3e), champion GP2 en 2006, qui a fait forte impression tout au long de sa première course en Formule 1, qu'il termine donc sur le podium !
- Avril : L'Espagnol Fernando Alonso remporte le Grand Prix de Malaisie pour sa nouvelle écurie McLaren.
- 13 mai : à l'issue du Grand Prix d'Espagne, quatrième épreuve de la saison 2007, le jeune britannique Lewis Hamilton (McLaren) termine à nouveau sur le podium (quatrième podium pour ses quatre premières courses de F1) et prend seul la tête du championnat du monde avec 30 points devant le double champion du monde Fernando Alonso (2e avec 28 points). À 22 ans, il devient le plus jeune pilote de l'histoire à mener le championnat.
- 10 août : la Scuderia Toro Rosso officialise l'engagement du pilote français Sébastien Bourdais, triple champion en Champ Car, pour disputer le championnat du monde de Formule 1 à compter de la saison saison 2008 aux côtés de l'Allemand Sebastian Vettel.
- 9 septembre : lors du Grand Prix d'Italie de Formule 1 sur le circuit de Monza, on assiste au troisième doublé McLaren-Mercedes de la saison, avec la victoire du double champion du monde Fernando Alonso — sa quatrième de la saison — devant son coéquipier Lewis Hamilton (2e) et le Finlandais Kimi Räikkönen (3e). Alonso revient à trois points de son coéquipier au classement du championnat du monde, tandis que le Brésilien Felipe Massa, contraint à l'abandon, voit ses chances de remporter le titre mondial compromises.
- 13 septembre : l'écurie McLaren-Mercedes écope de 100 millions de dollars d'amende et du retrait de tous les points marqués jusqu'alors au championnat du monde des constructeurs.
- 16 septembre : l'écurie Ferrari remporte le championnat du monde des constructeurs à la suite du doublé de ses pilotes au GP de Belgique 2007.
- 30 septembre : lors du Grand Prix du Japon, disputé sur le circuit du Mont Fuji, le Britannique Lewis Hamilton (McLaren-Mercedes) remporte, sous une pluie battante, sa quatrième victoire de la saison devant les Finlandais Heikki Kovalainen (Renault) (2e) et Kimi Räikkönen (Ferrari) (3e). Il conforte sa position, en tête du championnat du monde et compte désormais, à deux Grands Prix de la fin, 12 points d'avance sur son coéquipier et rival Fernando Alonso, contraint à l'abandon à la suite d'un accident.

## Rallye-raid
- 21 janvier : le Français Stéphane Peterhansel remporte le Paris-Dakar en voiture Mitsubishi devant Luc Alphand et Jean-Louis Schlesser.

## Baseball
- 9 janvier: Tony Gwynn des Padres de San Diego et Cal Ripken, Jr. des Orioles de Baltimore sont élus au temple de la renommée du baseball.
- 7 août : en tapant un coup de circuit dans la cinquième manche face aux Washington Nationals, Barry Bonds (San Francisco Giants) bat le record du nombre de home runs frappés en carrière en MLB d'Hank Aaron : 756.

## Basket-ball
- 17 février, NBA All Star Week End : Jason Kapono remporte le concours de tirs à trois points et Gerald Green le concours de dunk.
- 30 mai : lors des Playoffs NBA, les Spurs de San Antonio se qualifient pour la finale du championnat NBA en remportant la série par 4 victoires à 1. Lors de la cinquième rencontre, ils battent à San Antonio le Jazz de l'Utah sur le score de 109 à 84.
- 28 juin : Greg Oden (Ohio State Buckeyes) est choisi par les Portland Trail Blazers en premier choix de la Draft 2007 de la NBA, qui se tient au Madison Square Garden à New York. Le Français Joakim Noah, fils de l'ancien champion de tennis Yannick Noah, est quant à lui, choisi en 9e position par les Chicago Bulls, l'ancien club du légendaire Michael Jordan.
- Septembre : au Championnat d'Europe, la Russie remporte le titre face à l'Espagne, 60-59.

## Biathlon
- 6 février : le Français Raphaël Poirée remporte le titre mondial du 20 km individuel des Championnats du monde de biathlon 2007 à Anterselva (Italie), et dans la foulée de sa victoire, annonce qu'il mettra — à 32 ans — un terme à sa carrière à la fin de la saison.

## Boxe
- Décembre : le Français Brahim Asloum, champion olympique, gagne la ceinture WBA dans la catégorie mi-mouche.

## Cricket
- 5 janvier : l'Australie s'impose dans le défi des Ashes face à l'Angleterre en gagnant les cinq matchs de la série. C'est la première victoire de ce type depuis 1921. Ricky Ponting est désigné meilleur joueur de la série.
- 28 avril : l'Australie remporte sa troisième coupe du monde consécutive en battant le Sri Lanka en finale. Glenn McGrath est désigné meilleur joueur du tournoi.
- 16 décembre : les Chennai Superstars remportent face aux Chandigarh Lions la première édition de l'Indian Cricket League.

## Cyclisme
- 28 janvier, Championnat du monde de cyclo-cross : le Belge Erwin Vervecken remporte son deuxième titre consécutif de champion du monde à Hooglede-Gits en Belgique. Chez les femmes, victoire de la Française Maryline Salvetat.
- 22 février : l'Union cycliste internationale, en conflit avec les organisateurs des Grands Tours qui ont refusé d'intégrer le circuit ProTour dès son lancement fin 2004, demande par courrier aux équipes du ProTour invitées à participer au Paris-Nice (du 11 au 18 mars) de ne pas s'y rendre. Ce boycott que tente d'imposer l'instance internationale est motivé par l'absence de l'équipe belgo-suédoise Unibet.com, titulaire d'une licence ProTour, qui, pour l'UCI, donne droit à une qualification d'office.
- 26 février : lors d'une conférence de presse donnée à Hambourg, l'Allemand Jan Ullrich, 33 ans, vainqueur du Tour de France en 1997, annonce qu'il met un terme à sa carrière.
- 3 juin : l'Italien Danilo Di Luca remporte la 90e édition du Tour d'Italie, parti le 12 mai de Caprera en Sardaigne, devant le Luxembourgeois Andy Schleck (2e) et son compatriote Eddy Mazzoleni (3e).
- 17 juin : le Français Christophe Moreau remporte, à 36 ans, le Critérium du Dauphiné libéré pour la seconde fois de sa carrière, après sa victoire de 2001, à l'issue de la dernière étape entre Valloire et Annecy.
- 29 juillet : l'Espagnol Alberto Contador remporte la 94e édition d'un Tour de France plus que jamais éclaboussé par des affaires de dopage avec notamment la suspension de la formation kazakh Astana ainsi que celle du leader de la Rabobank et alors maillot jaune du tour Michael Rasmussen.
- Septembre : l'Américain Floyd Landis est condamné par la Cour d'arbitrage américaine à deux ans de suspension à la suite de son dopage détecté sur le Tour de France 2006. Il perd définitivement son titre qui est attribué à l'Espagnol Óscar Pereiro.
- 23 septembre : le Russe Denis Menchov de la formation Rabobank remporte le 62e Tour d'Espagne en remportant une seule étape.
- 30 septembre : l'Italien Paolo Bettini remporte les championnats du monde de cyclisme sur route pour la deuxième année consécutive devant le Russe Alexandr Kolobnev

## Équitation
- Janvier : Pierre Levesque sur Offshore Dream remporte le prix d'Amérique.
- 18 août : à Mannheim (Allemagne), les Pays-Bas gagnent la médaille d'or au Championnat d'Europe de saut d'obstacles devant l'Allemagne et la Grande-Bretagne.
- 19 août : à Mannheim, l'Allemande Meredith Michaels-Beerbaum devient championne d'Europe de saut d'obstacles sans avoir fait tomber une seule barre avec son cheval Shutterfly, devant Jos Lansink (Cavalor Cumano) et Ludger Beerbaum (Goldfever V).
- 2 septembre : à Turin (Italie), les Pays-Bas gagnent la médaille d'or aux championnats d'Europe de Dressage détrônant la toute puissante Allemagne qui était championne d'Europe depuis la création de ces championnats en 1963.
- 16 septembre : à Pratoni (Italie) le Français Nicolas Touzaint devient champion d'Europe de Concours complet avec son cheval Galan de Sauvagère. Par équipe, le Royaume-Uni emporte la médaille d'or et la France prend la médaille d'argent par équipe, se qualifiant ainsi pour les JO de Pékin.

## Escrime
- Juillet : aux championnats d'Europe, les Français Laura Flessel et Jérôme Jeannet remportent les titres individuels en épée et en équipe la France remporte le sabre féminin.
- 1er octobre : à Saint-Pétersbourg (Russie), l'Allemande Britta Heidemann remporte le titre de championne du monde à l'épée féminine en battant en finale la Chinoise Li Na.
- 2 octobre : le Russe Stanislav Pozdniakov bat en finale du sabre masculin l'Italien Aldo Montano. En remportant son cinquième titre, il devient l'escrimeur le plus titré aux championnats du monde rejoignant Alexandre Romankov.
- 3 octobre : le Hongrois Krisztián Kulcsár remporte le titre de champion du monde à l'épée en battant en finale le Français Erik Boisse.
- 4 octobre : à Saint-Pétersbourg, l'Italienne Valentina Vezzali bat en finale du fleuret féminin des championnats du monde sa compatriote Margherita Granbassi. Elle remporte ainsi son cinquième titre de championne du monde et rejoint dans le tableau des honneurs les Russes Alexandre Romankov et Stanislav Pozdniakov.
- 5 octobre : lors des championnats du monde à Saint-Pétersbourg (Russie), la France obtient deux médailles d'or dans les épreuves par équipe : au sabre féminin l'équipe de France — composée d'Anne-Lise Touya, Léonore Perrus, Carole Vergne et Cécile Argiolas — bat l'équipe nationale d'Ukraine et au fleuret masculin, Erwann Le Péchoux, Brice Guyart, Marcel Marcilloux et Nicolas Beaudan battent en finale l'équipe nationale d'Allemagne.
- 26 novembre : choix de Paris  France, pour l'organisation des Championnats du monde d'escrime en 2010.

## Football
- 11 janvier : David Beckham annonce qu'il quitte le Real Madrid pour l'équipe MLS du Los Angeles Galaxy. Le transfert prendra effet à la fin de la saison.
- 26 janvier : Michel Platini est élu président de l'UEFA par 27 voix contre 23 face au sortant, le Suédois Lennart Johansson.
- 21 avril : l'Olympique lyonnais est champion de France à 5 journées de la fin du championnat. C'est le sixième titre consécutif remporté par l'OL; ce qui constitue un record en France.
- 22 avril : l'Inter Milan est sacrée championne d'Italie. Avec 16 points d'avance sur la Roma, son dauphin, elle égale le record établi par le Torino en 1948 et la Fiorentina en 1956.
- 6 mai : Manchester United est sacré champion d'Angleterre. Chelsea s'est en effet contenté d'un match nul sur la pelouse d'Arsenal, 1-1, rendant désormais mathématiquement impossible tout retour des Blues sur les Red Devils au classement.
- 17 mai, Coupe UEFA, finale : Le FC Séville remporte le titre en s'imposant 3 tirs au but à 1, après un match nul 2-2 à l'issue des prolongations face à l'Espanyol Barcelone. Le FC Séville conserve ainsi son titre et devient le 2e club de l'histoire à remporter deux fois de suite la Coupe de l'UEFA, après le Real Madrid en 1985 et en 1986.
- 23 mai, Stade olympique, Athènes : le Milan AC remporte la Ligue des champions européenne de football 2-0 contre le club anglais de Liverpool. Filippo Inzaghi signe un doublé.
- 17 juin : le Real Madrid remporte son 30e titre de Champion d'Espagne en battant le RCD Majorque 3-1. Le Real devance le Barça à la différence de buts.
- 3 août au  2 décembre : tournoi de clôture du championnat du Panama.
- 2 décembre : Kaká remporte le Ballon d'or 2007.

## Football américain
- 8 janvier : les Florida Gators remportent le titre NCAA.
- 4 février : les Colts d'Indianapolis ont battu les Bears de Chicago sur le score de 29-17 lors de la finale du  Super Bowl XLI qui se déroulait au Dolphin Stadium de Miami en Floride.
- 1er juillet, finale de l'Eurobowl : les Autrichiens des Vikings de Vienne remportent l'Eurobowl 2007 en s'imposant en finale face aux Allemands des Marburg Mercenaries.
- 15 juillet : en finale de la Coupe du monde de football américain 2007 au Japon, les États-Unis s'imposent 23-20 face au Japon.

## Handball
- 4 février : l'Allemagne remporte à domicile le titre de champion du monde masculin en s'imposant 29-24 en finale face à la Pologne.
- 11 mars : l'Handball Metz Moselle Lorraine remporte la Coupe de la Ligue de Handball Féminin contre le Cercle Dijon Bourgogne Handball
- 6 mai : le Paris Handball remporte la Coupe de France de handball devant Aix-en-Provence, pensionnaire de D2.
- 9 mai : l'Handball Metz Moselle Lorraine remporte le Championnat de France de handball féminin après une saison très disputée en s'imposant contre US Mios-Biganos sur un score de 31 à 23 après une saison très disputée.
- 2 juin : l'US Ivry remporte le championnat de France de handball masculin aux dépens du Montpellier Handball, champion toutes les autres saisons entre 2002 et 2012.
- 16 décembre : la Russie conserve son titre de champion du monde féminin en s'imposant 29-24 en finale face à la Norvège.

## Hockey sur glace
- 5 janvier : le Canada remporte les championnats du monde juniors en s'imposant en finale face à la Russie, 4-2. Les États-Unis enlèvent le bronze.
- 14 février : les Ducs d'Angers battent 4 buts à 1 l'Image Club d'Épinal en finale de la Coupe de France

- 28 mars : les Brûleurs de loups de Grenoble battent en finale des séries éliminatoires du Championnat de France (Ligue Magnus) les Pingouins de Morzine 3 matchs à 1.

## Judo
- 13 septembre : ouverture des Championnats du monde à Rio de Janeiro (Brésil). Le Français Teddy Riner remporte le titre chez les lourds et le Brésilien Luciano Corrêa s'impose chez les mi-lourds. Chez les femmes, la Chinoise Wen Tong enlève le titre des poids lourds et la Cubaine Yurisel Laborde s'impose chez les poids mi-lourds.
- 14 septembre : deuxième journée des Championnats du monde. La Française Gévrise Émane remporte le titre des poids moyens et la Cubaine Driulis Gonzalez s'impose des poids mi-moyens. Chez les hommes, le Géorgien Irakli Tsirekidze enlève le titre en moyens et le Brésilien Tiago Camilo s'impose en mi-moyens.
- 15 septembre : troisième journée des Championnats du monde. Le Sud-Coréen Ki-Chun Wang s'impose en légers et le Brésilien João Derly gagne le titre en mi-légers. Chez les femmes, la Nord-Coréenne Kye Sun-Hui gagne chez les poids légers et la Chinoise Junjie Shi fait de même chez les poids mi-légers.

## Moto
- 21 janvier : le Français Cyril Despres (KTM) enlève son second succès sur le Rallye Paris-Dakar.

## Natation
- 9 juin : à Canet-en-Roussillon, lors de la 1re étape du Mare Nostrum, Alain Bernard bat le record de France du 100 m nage libre, le portant à 48 s 56.
- 13 juin : à Barcelone, lors de la 2e étape du Mare Nostrum, Therese Alshammar bat le record du monde du 50 m papillon, le portant à 25 s 46.
- 26 juin : à Saint-Raphaël, lors de la troisième journée des Championnats de France, Laure Manaudou a fait taire les mauvaises langues, qui critiquaient ses performances, jugées modestes, après sa séparation avec son entraîneur Philippe Lucas, et son départ pour s'entraîner en Italie en remportant, après ses deux médailles d'or (sur le 800 mètres et le 50 mètres dos), le 400 mètres nage libre — sa distance de prédilection — avec plus de six secondes d'avance sur Coralie Balmy. La championne olympique a signé un excellent temps de 4 min 03 s 38, à seulement 1 seconde 25 de son propre record du monde.
- 13 novembre : à Stockholm, lors de la 1re journée de la 5e étape de la Coupe du monde de natation 2007 (2007 FINA Swimming World Cup), Stefan Nystrand bat le record d'Europe du 100 mètres nage libre en petit bassin, le portant à 46 s 48.
- 17 novembre : à Berlin, lors de la 1re journée de la 6e étape de la Coupe du monde de natation 2007 (2007 FINA Swimming World Cup), trois records ont été battus :
  - record du monde du 50 m nage libre dames en petit bassin, battu par Marleen Veldhuis qui le porte à 23 s 58
  - record du monde du 100 m nage libre messieurs en petit bassin, battu par Stefan Nystrand qui le porte à 45 s 83
  - record d'Europe du 200 m nage libre dames en petit bassin, battu par Laure Manaudou qui le porte à 1 min 53 s 48
- 18 novembre : à Berlin, lors de la 2e journée de la 6e étape de la Coupe du monde de natation 2007 (2007 FINA Swimming World Cup), trois records ont été battus :
  - record du monde du 50 m nage libre messieurs en petit bassin, battu par Stefan Nystrand qui le porte à 20 s 93
  - record du monde du 200 m quatre nages messieurs en petit bassin, battu par Thiago Pereira qui le porte à 1 min 53 s 14
  - record d'Europe du 100 m nage libre dames en petit bassin, battu par Marleen Veldhuis qui le porte à 52 s 14
- 13 décembre : à Debrecen ( Hongrie), lors de la 1re journée des Championnats d'Europe de natation en petit bassin, trois records (deux du monde et un d'Europe) sont battus :
  - record du monde du 200 m 4 nages messieurs battu par László Cseh, qui le porte à 1 min 52 s 99
  - record du monde du 200 m papillon dames battu par Otylia Jędrzejczak, qui le porte à 2 min 3 s 53
  - record d'Europe du 200 m dos messieurs battu par Markus Rogan, qui le porte à 1 min 49 s 86

## Patinage artistique
- 22 au 28 janvier, Championnats d'Europe de patinage artistique à Varsovie : pour la première fois depuis 25 ans, les Russes ne remportent aucun des quatre titres continentaux. Avec deux titres, la France termine première du tableau des médailles (Brian Joubert, Isabelle Delobel et Olivier Schoenfelder).
- Mars : À Tokyo, le Français Brian Joubert gagne le titre mondial.

## Rugby à XIII
- 1er mai : à Carcassonne, Pia remporte la Coupe de France face à Carcassonne 30-14.
- 27 mai : à Colomiers, Pia remporte le Championnat de France face à Lézignan 20-16.

## Rugby à XV
- Mars : la France remporte le Tournoi des six nations.
- 15 avril : Auch est champion de Pro D2
- 19 mai : l'ASM Clermont Auvergne remporte le Challenge européen face à Bath (22-16)
- 10 juin : le Stade français remporte le bouclier de Brennus pour la 13e fois contre Clermont (23-14) après avoir été mené au score (0-9) à la mi-temps
- 19 juin : Bernard Laporte, actuel sélectionneur de l'équipe de France de rugby, est nommé secrétaire d'État à la Jeunesse et aux Sports, dans le deuxième gouvernement de François Fillon formé après les élections législatives. Toutefois il n'entrera en fonction qu'à la fin du mois d'octobre, pour continuer à préparer la prochaine Coupe du monde, qui se déroulera en France.
- 20 octobre : l'équipe d'Afrique du Sud de rugby à XV remporte la Coupe Webb Ellis en battant l'Angleterre 15-6.
- Décembre : en coupe d'Europe, l'équipe française de Clermont-Ferrand bat les London Wasps, 37-27.

## Saut à ski
- 4 janvier : le Norvégien Anders Jacobsen remporte la Tournée des quatre tremplins.

## Ski alpin
- 6 février : la Suédoise Anja Pärson remporte la médaille d'or du super-G des Championnats du monde à Åre (Suède), dominant l'Américaine Lindsey Kildow (2e) et l'Autrichienne Renate Götschl (3e).
- 9 février : après sa consécration en super-G le 6, la Suédoise Anja Pärson remporte une nouvelle médaille d'or aux Championnats du monde à Åre (Suède) en gagnant le super-combiné devant l'Américaine Julia Mancuso (2e) et l'Autrichienne Marlies Schild (3e).

## Snowboard
- 20 janvier, Championnats du monde : la France termine la compétition en tête du tableau des médailles avec trois titres devant la Suisse, deux titres pour sept médailles.

## Sport hippique
- 28 janvier : le 86e Prix d'Amérique est remporté par Offshore Dream drivé par Pierre Levesque.

## Sumo
- 25 juillet : le lutteur japonais Kotomitsuki Keiji (琴光喜啓司) atteint le grade d'ōzeki à l'issue du Nagoya Basho 2007. À l'âge de 31 ans et 3 mois, Kotomitsuki devient le lutteur de l'ère moderne le plus âgé à être promu ōzeki.

## Tennis
- 15 janvier au 28 janvier : Open d'Australie :
  - Dans le simple hommes, Le Suisse Roger Federer bat le Chilien Fernando González 7-6, 6-4, 6-4.
  - Dans le simple dames, l'Américaine Serena Williams bat la Russe Maria Sharapova 6-1, 6-2.
- 26 février : Roger Federer occupe la place de n°1 mondial depuis février 2004, soit depuis 161 semaines consécutives, dépassant ainsi la performance réalisée dans les années 1970 par l'Américain Jimmy Connors, resté en tout en haut du classement ATP pendant 160 semaines de suite entre 1974 et 1977.
- 20 avril : en s'imposant en 1/4 de finale du Masters de Monte-Carlo face à l'Espagnol David Ferrer (6-4, 6-0), le numéro un mondial, Roger Federer remporte son 500e succès sur le circuit professionnel.
- Mai : l'Espagnol Rafael Nadal remporte sa 77e victoire consécutive aux Masters de Rome.
- 10 juin : Rafael Nadal remporte les Internationaux de France à Roland-Garros en battant une nouvelle fois en finale le n°1 mondial, Roger Federer, en quatre sets (6-3, 4-6, 6-3 et 6-4) et 3 h 10 minutes. Il reste ainsi invaincu sur la terre battue de la Porte d'Auteuil et est le premier depuis le Suédois Björn Borg à la fin des années 1970 à remporter trois titres consécutifs.
- 17 juin : l'Américain Andy Roddick (tête de série n°2) remporte le tournoi de tennis du Queen's, pour la quatrième fois de sa carrière, en battant en finale le Français Nicolas Mahut en trois manches (4-6, 7-6, 7-6).
- 8 juillet, finales du Tournoi de Wimbledon à Londres (Grande-Bretagne) : 
  - Roger Federer signe un 5e succès consécutif sur le gazon de Wimbledon en s’imposant face à Rafael Nadal (7-6, 4-6, 7-6, 2-6, 6-2). Il remporte ainsi son 11e succès en Grand Chelem et égale la performance de Björn Borg, qui remporta le tournoi cinq fois consécutivement de 1976 à 1980.
  - L'américaine Venus Williams gagne en finale contre la Française Marion Bartoli.
- 12 août : Après avoir éliminé David Nalbandian, Andy Roddick et Rafael Nadal, le Serbe Novak Djokovic remporte le tournoi Masters du Canada de l'ATP World Tour en s'imposant en finale devant le n° 1 mondial, Roger Federer, 7-6, 2-6, 7-6.
- 9 septembre : Roger Federer remporte pour la 4e fois consécutive l'US Open de l'ATP World Tour en s'imposant en finale devant Novak Djokovic, 7-6, 7-6, 6-4. Avec ses 12 titres en Grand Chelem il égale Roy Emerson et n'est plus qu'à 2 unités du record de Pete Sampras (14).
- 4 novembre : l'Argentin David Nalbandian gagne le Masters Series de Paris-Bercy, deux semaines après avoir remporté le Masters de Madrid. En trois semaines, il gagne 2 fois contre Roger Federer et 2 fois contre Rafael Nadal.
- 18 novembre : Roger Federer s'impose en finale de la Masters Cup face à David Ferrer. C'est la 4e fois en 5 ans qu'il remporte ce tournoi, ce qui lui permet de rester pour la 200e semaine consécutive en tête du classement ATP.

## Tennis de table
- Championnat du monde à Zagreb en Croatie.

## Voile
- Juin : le Team New Zealand gagne la coupe Louis-Vuitton.
- Juillet : le Tour de France à la voile est remporté par le Team « Toulon Provence Méditerranée COYCHyères ».
- Août : la Solitaire du Figaro est remportée pour la troisième fois par Michel Desjoyeaux.

## Volley-ball
- 25 mars : le Foppapedretti Bergame remporte pour la fois 5e de leur histoire la Ligue des champions en battant en finale le Dynamo Moscou 3 sets à 2 : 25-18, 19-25, 25-14, 22-25, 15-11
- 1er avril : le VfB Friedrichshafen remporte pour la première fois de son histoire la Ligue des champions en battant en finale le Tours Volley-Ball 3 sets à 1 : 25-20, 26-24, 23-25, 25-19
- 15 juillet : le Brésil remporte pour la fois 7e de leur histoire la Ligue Mondiale (5e fois d'affilée) en battant en finale la Russie 3 sets à 1 : 18:25, 25:23, 28:26, 25:22
- 16 septembre : l'Espagne remporte pour la première fois de son histoire le Championnat d'Europe masculin en battant en finale la Russie 3 sets à 2 : 25-18, 20-25, 24-26, 30-28, 16-14
- 16 novembre : l'Italie remporte pour la première fois de son histoire la Coupe du monde féminine devant le Brésil et les États-Unis.

## Water-Polo
France
- Le C. N. M. est Champion de France Pro A Masculin pour la 29e fois.
- L'O.N.N. est Champion de France Pro A Féminin pour la 1re fois.
- Le C. N. M. remporte la Coupe de France masculine pour la 6e fois.

Europe
- Pro Recco  est Champion d'Europe pour la 4e fois.
- Sintez Kazan remporte la LEN Euro Cup

Monde
- 1er avril : Les Croates sont Champions du Monde pour la 1re fois.
- 31 mars : Les Américaines sont Championnes du Monde pour la 2e fois.
- Les Serbes remportent la Ligue Mondiale masculine pour la 1re fois.
- Les Américaines remportent la Ligue Mondiale féminine pour la 3e fois.

## Principaux décès

### Décès enjanvier 2007
- 1er janv. : 
  - Darrent Williams, 24 ans, joueur américain de football américain (° 27 septembre 1982).
  - Kemal Kolenovic, 28 ans, boxeur monténégrin (° 6 juin 1978).
  - Thierry Bacconnier, 43 ans, footballeur français (° 2 octobre 1963).
  - Ernie Koy, 97 ans, joueur américain de baseball (° 17 septembre 1909).
- 2 janv. : Don Massengale, 69 ans, golfeur américain (° 23 avril 1937).
- 3 janv. : 
  - Earl Reibel, 76 ans, joueur canadien de hockey sur glace (° 21 juillet 1930).
  - Rolland Ehrhardt, 65 ans, footballeur français (° 22 février 1941).
- 4 janv. : Sandro Salvadore, 67 ans, footballeur italien (° 29 novembre 1939).
- 5 janv. : 
  - Daniel Bennett, 23 ans, cycliste australien (° 1983).
  -  : Gaston Rebry, 75 ans, cycliste belge (° 30 octobre 1931).
- 6 janv. : Yvon Durelle, 77 ans, boxeur canadien (° 14 octobre 1929).
- 9 janv. :
  - Elmer Symons, pilote moto sud-africain (° 14 février 1977).
  - Yelena Petushkova, 66 ans, cavalière russe (° 17 novembre 1940).
- 10 janv. : Ray Beck, 75 ans, joueur américain de football américain. (° 17 mars 1931).
- 11 janv. : Kéba Mbaye, 82 ans, juriste sénégalais, président du Tribunal arbitral du sport, ancien vice-président du CIO. (° 5 août 1924).
- 16 janv. :
  - Betty Trezza, 82 ans, joueuse américaine de baseball (° 4 août 1925).
  -  : David Vanole, 43 ans, footballeur américain (gardien de but) (° 6 février 1963).
- 20 janv. :
  - Eric Aubijoux, 42 ans, pilote moto français (° 8 décembre 1964).
  - Ali de Vries, 92 ans, athlète néerlandaise (° 9 août 1914).
- 21 janv. : Maria Cioncan, 29 ans, athlète roumaine (° 19 juin 1977).
- 22 janv. :
  - Emmanuel de Graffenried, 92 ans, pilote suisse de formule 1 (° 18 mai 1914).
  - Ramón Marsal Ribó, 72 ans, footballeur espagnol, (° 12 décembre 1934).
- 26 janv. : Gump Worsley, 77 ans, joueur canadien de hockey sur glace (° 14 mai 1929).
- 27 janv. :
  - Trevor Allan, 79 ans, joueur de rugby à XV et de rugby à XIII australien. (° 26 septembre 1926).
  - Yang Chuan-kwang (en chinois : 楊傳廣), 73 ans, athlète taiwanais, (° 10 juillet 1933).
- 28 janv. :
  - Carlo Clerici, 77 ans, cycliste suisse (° 3 septembre 1929).
  - Yelena Romanova, 43 ans, athlète russe (° 20 mars 1963).
- 29 janv. : Art Fowler, 84 ans, joueur américain de baseball (° 3 juillet 1922).

### Décès enfévrier 2007
- 19 janvier : Bam Bam Bigelow, 45 ans, catcheur américain (°1er septembre 1961)
- 1er févr. : Ray Berres, 99 ans, joueur américain de baseball (° 31 août 1907).
- 2 févr. : Masao Takemoto, 87 ans, gymnaste japonais. (° 29 septembre 1919).
- 4 févr. :
  - José Carlos Bauer, 81 ans, footballeur brésilien (° 21 novembre 1925).
  - Steve Barber, 68 ans, joueur américain de baseball (° 22 février 1938).
  - Frédéric Fellay, 21 ans, volleyeur suisse. (° 8 août 1985).
- 6 févr. :
  - Lew Burdette, 80 ans, joueur américain de baseball (° 22 novembre 1926).
  - Willye White, 67 ans, athlète américaine  (° 1er janvier 1939).
  - Wolfgang Bartels, 66 ans, skieur alpin allemand (° 14 juillet 1940).
- 7 févr. :
  - Brian Williams, 44 ans, joueur gallois de rugby à XV (° 9 juillet 1962).
  - Thijs Roks, 76 ans, cyclisme néerlandais  (° 30 juillet 1930).
  - Tommy James, 83 ans, joueur américain de football américain (° 16 septembre 1923).
- 9 févr. :
  - Hank Bauer, 84 ans, joueur américain de baseball (° 31 juillet 1922).
  - Bruno Ruffo, 86 ans, pilote moto italien (° 9 décembre 1920).
- 11 févr. :
  - Jim Ricca, 79 ans, joueur américain de football américain (° 8 octobre 1927).
  - Bill Clement, 91 ans, joueur gallois de rugby à XV (° 9 avril 1915).
- 12 févr. :
  - Georg Buschner, 81 ans, footballeur et entraîneur est-allemand (° 26 décembre 1925).
  - Paolo Pileri, 62 ans, pilote moto italien (° 31 juillet 1944).
- 18 févr. : Félix Lévitan, 95 ans, journaliste sportif français et directeur du Tour de France de 1962 à 1986. (° 12 octobre 1911).
- 20 févr. : Guy Cluseau, 78 ans, entraîneur français de football
- 22 févr. : Dennis Johnson, 52 ans, joueur et entraîneur américain de basket-ball (° 18 septembre 1954).
- 23 févr. : John Ritchie, 65 ans, footballeur anglais (° 12 juillet 1941).
- 24 févr. :
  - Jock Dodds, 91 ans, footballeur écossais (° 7 septembre 1915).
  - Lamar Lundy, 71 ans, joueur américain de football U.S. (° 17 avril 1935).
  - Damien Nash, 24 ans, joueur américain de football U.S. (° 14 avril 1982).
  - George Preas, 73 ans, joueur américain de football U.S. (° 25 juin 1933).
- 27 févr. : Carl Luther Combs, 87 ans, basketteur et joueur puis entraîneur de football U.S américain. (° 26 mai 1919).

### Décès enmars 2007
- 1er mars : Manuel Bento, 58 ans, footballeur portugais (° 25 juin 1948).
- 2 mars : Clem Labine, 80 ans, joueur américain des ligues majeures de baseball. (° 6 août 1926).
- 3 mars :
  - Benito Lorenzi, 81 ans, footballeur italien. (° 30 décembre 1925).
  - Gene Oliver, 71 ans, joueur américain des ligues majeures de baseball. (° 22 mars 1935).
- 6 mars : Ian Wooldridge, 75 ans, journaliste sportif britannique. (° 14 janvier 1932).
- 10 mars : Ernie Ladd, 68 ans, lutteur et joueur américain de football U.S. (° 28 novembre 1938).
- 12 mars : René Hüssy, 78 ans, joueur et entraîneur de football suisse. (° 19 octobre 1928).
- 16 mars : Roger Beaufrand, 98 ans, coureur cycliste français, champion olympique de vitesse en 1928. (° 25 septembre 1908).
- 18 mars : Bob Woolmer, 58 ans, joueur et entraîneur britannique de cricket. (° 14 mai 1948).
- 22 mars : Genia Walaschek, 90 ans, footballeur suisse. (° 1917).
- 23 mars :
  - Ed Bailey, 75 ans, joueur américain de baseball. (° 15 avril 1931).
  - Damian McDonald, 34 ans, coureur cycliste australien. (° 12 mai 1972).
  - Heinz Schiller, 77 ans, pilote automobile suisse. (° 25 janvier 1930).
- 24 mars : Maurice Flitcroft, golfeur britannique (° 23 novembre 1929).

### Décès enavril 2007
- 2 avril : Tadjou Salou, 32 ans, footballeur togolais. (° 24 décembre 1974).
- 3 avril : Eddie Robinson, 88 ans, joueur puis entraîneur américain de football U.S.. (° 13 février 1919).
- 6 avril : Darryl Stingley, 55 ans, joueur américain de football U.S.. (° 18 septembre 1951).
- 9 avril : Dumitru Pirvulescu, 73 ans, lutteur roumain, spécialiste de gréco-romaine, champion olympique dans la catégorie des 52 kg aux Jeux de Rome en 1960. (° 7 mars 1933).
- 16 avril :
  - Gaetan Duchesne, 44 ans, joueur canadien de hockey sur glace. (° 11 juin 1962).
  - Maria Lenk, 92 ans, nageuse brésilienne. (° 15 janvier 1915).
- 17 avril : Raymond Kaelbel, 75 ans, footballeur français. (° 31 janvier 1932).
- 18 avril : Andrej Kvašňák, 70 ans, footballeur tchécoslovaque. (° 19 mai 1936).
- 24 avril : Alan Ball, 61 ans, footballeur britannique, champion du monde 1966 avec l'équipe d'Angleterre. (° 12 mai 1945).
- 26 avril : Florea Dumitrache, 58 ans, footballeur roumain. (° 22 mai 1948).
- 27 avril : Bill Forester, 74 ans, joueur américain de football U.S. (° 27 juin 1932).
- 28 avril : Johnny Perkins, 54 ans, joueur américain de football U.S.. (° 21 avril 1953).
- 29 avril :
  - Josh Hancock, 29 ans, joueur américain de baseball. (° 11 avril 1978).
  - Milt Bocek, 94 ans, joueur américain de baseball. (° 16 juillet 1912).

### Décès enmai 2007
- 1er mai : Kevin Mitchell, 36 ans, joueur américain de football U.S. (° 1er janvier 1971).
- 3 mai :
  - Alex Agase, 85 ans, joueur puis entraîneur américain de football U.S. (° 27 mars 1922).
  - Zaré Mamadou, 43 ans, footballeur, entraîneur, ex-international ivoirien. (° 1964).
- 7 mai : Diego Corrales, 29 ans, boxeur américain. (° 25 octobre 1977).
- 8 mai : Velma Dunn Ploessel, 88 ans, nageuse américaine, médaille d'argent du plongeon au tremplin de 10 mètres aux Jeux de Berlin (1936). (° 9 octobre 1918).
- 13 mai : Harold Hodge dit Gomer Hodge, 63 ans, joueur de baseball américain. (° 3 avril 1944).
- 14 mai :
  - Antonio Rodriguez (es), 81 ans, athlète argentin, Président du Comité olympique argentin (COA) de 1977 à 2005. (° 17 mars 1926).
  - Jean Saubert, 65 ans, skieuse alpine américaine. (° 1er mai 1942).
- 19 mai : Jack Findlay, 72 ans, pilote de vitesse moto australien. (° 5 février 1935).
- 22 mai : Joseph Planckaert, 73 ans, coureur cycliste belge. (° 4 mai 1934).
- 26 mai :
  - Marek Krejčí, 26 ans, footballeur slovaque. (° 20 novembre 1980).
  - Howard Porter, 58 ans, joueur américain de basket-ball. (° 31 août 1948).
  - Gene Gibson (en), 82 ans, joueur, puis entraîneur américain de basket-ball.
- 27 mai :
  - Percy Sonn, 57 ans, sud-africain, président de l'International Cricket Council, la fédération internationale de cricket. (° 25 septembre 1949).
  - Marquise Hill, 24 ans, joueur américain de football U.S.. (° 7 août 1982).
- 29 mai : Dave Balon, 69 ans, joueur canadien de hockey sur glace, vainqueur de deux Coupe Stanley dans les années 1960. (° 2 août 1937).
- 30 mai : Werner Schley, 72 ans, joueur suisse de football. (° 25 janvier 1935).
- 31 mai : Emmanuel Hostache, 31 ans, bobeur français, médaillé de bronze de bob à 4 aux J.O. de Nagano en 1998 et champion du monde en 1999. (° 18 juillet 1975).

### Décès enjuin 2007
- 3 juin : Janice-Lee Romary, 79 ans, escrimeuse américaine, représenta les États-Unis lors de six J.O consécutifs de 1948 à 1968. (° 6 août 1927).
- 4 juin :
  - Bill France Jr., 74 ans, entrepreneur américain, ancien président de la NASCAR. (° 4 avril 1933).
  - Clete Boyer, 70 ans, joueur de baseball américain. Vedette des New York Yankees dans les années 1960. (° 9 février 1937).
- 11 juin : Vern Hoscheit, 85 ans, joueur, puis entraîneur, de baseball américain. (° 1er avril 1922).
- 13 juin : Claude Netter, 82 ans, escrimeur français, Champion olympique de fleuret par équipe aux Jeux d'Helsinki en 1952. (° 24 octobre 1924).
- 16 juin : Hugo Corro, 53 ans, boxeur argentin. Champion du monde des poids moyens 1978-1979. (° 5 novembre 1953).
- 19 juin : Terry Hoeppner, 59 ans, entraîneur américain de football U.S.. (° 19 août 1947).
- 23 juin : Rod Beck, 38 ans, joueur américain de baseball. (° 3 août 1968).
- 24 juin :
  - Léon Jeck, 60 ans, footballeur belge. (° 2 février 1947).
  - Derek Dougan, 69 ans, footballeur britannique originaire d'Irlande du Nord (° 20 juin 1938).
  - Hans Sturm, 71 ans, footballeur allemand. (° 3 septembre 1935).
- 25 juin : Chris Benoit, 40 ans, catcheur professionnel canadien. (° 21 mai 1967).
- 26 juin : Jupp Derwall, 80 ans, footballeur, puis entraîneur allemand. (° 10 mars 1927).
- 27 juin : Patrick Allotey, 28 ans, footballeur ghanéen. (° 13 décembre 1978).

### Décès enjuillet 2007
- 2 juillet :
  - Dilip Sardesai, 66 ans, joueur de cricket indien. (° 8 août 1940).
  - Jimmy Walker, 63 ans, joueur de basket-ball professionnel américain. (° 8 avril 1944).
  - Luigi Scarabello, 91 ans, footballeur italien. (° 17 juin 1916).
- 3 juillet :
  - Hanggi Boller, 85 ans, joueur suisse de hockey sur glace. (° 2 septembre 1921).
  - Felix Gerritzen, 80 ans, footballeur allemand. (° 6 février 1927).
- 4 juillet : Liane Bahler, 25 ans, coureur cycliste (femme) allemande. (° 22 janvier 1982).
- 6 juillet : Eileen Wearne, 95 ans, athlète australienne. (° 30 janvier 1912).
- 8 juillet : Alemão, 23 ans, footballeur brésilien. (° 10 avril 1984).
- 9 juillet : John Fogarty, 78 ans, joueur australien de rugby à XV. (° 1927).
- 11 juillet :
  - Jimmy Skinner, 90 ans, entraîneur canadien de hockey sur glace. (° 12 janvier 1917).
  - Ove Grahn, 64 ans, footballeur suédois. (° 9 mai 1943).
- 12 juillet : José Iglesias Joseito, 80 ans, footballeur espagnol. (° 23 décembre 1926).
- 14 juillet : John Ferguson, 68 ans, joueur canadien de hockey sur glace. (° 5 septembre 1938).
- 18 juillet :
  - Gary Lupul 48 ans, joueur canadien de hockey sur glace. (° 20 avril 1959).
  - Orlando McFarlane, 79 ans, joueur cubain de baseball, ayant évolué en ligue majeure de baseball. (° 28 juin 1938).
- 20 juillet : Ollie Bridewell, 21 ans, pilote de vitesse moto britannique. (° 12 novembre 1985).
- 21 juillet : Gilbert Bozon, 72 ans, nageur français. (° 19 mars 1935).
- 22 juillet :
  - Jean Stablinski, 75 ans, coureur cycliste français, champion du monde en 1962. (° 21 mars 1932).
  - Jarrod Cunningham, 38 ans, joueur néo-zélandais de rugby à XV. (° 7 septembre 1968).
  - Rollie Stiles, 100 ans, joueur de baseball américain. (° 17 novembre 1906).
- 25 juillet : Bernd Jakubowski, 54 ans, footballeur est-allemand (gardien de but). (° 10 décembre 1952).
- 26 juillet : Claude Collard, 82 ans, judoka et dirigeant sportif français. Fondateur du CNOSF. (° 20 octobre 1924).
- 29 juillet :
  - Bill Robinson, 64 ans, joueur de baseball américain. (° 26 juin 1943).
  - James David, 79 ans, joueur américain de football U.S.. Triple vainqueur du Super Bowl avec les Detroit Lions (1952, 1953, 1957). (° 2 décembre 1927).
- 30 juillet : Bill Walsh, 75 ans, entraîneur américain de foot U.S.. Triple vainqueur du Super Bowl (1981, 1984, 1988). (° 30 novembre 1931).
- 31 juillet : Giuseppe Baldo, 93 ans, footballeur italien. Dernier survivant de l'équipe championne olympique aux Jeux de Berlin en 1936. (° 27 juillet 1914).

### Décès enaoût 2007
- 1er août :
  - Ryan Cox, 28 ans, coureur cycliste professionnel sud-africain. (° 9 avril 1979).
  - Veikko Karvonen, 81 ans, athlète finlandais. Médaille de bronze du marathon aux Jeux de Melbourne en 1956. (° 5 janvier 1926).
- 2 août : Ed Brown, 78 ans, joueur américain de foot U.S.. (° 26 octobre 1928).
- 4 août :
  - Tina Richter-Vietor, 32 ans, cavalière de concours complet allemande.
  - Frank Mancuso, 89 ans, joueur de baseball américain. (° 23 mai 1918).
- 7 août : Miklós Páncsics, 63 ans, footballeur hongrois. (° 4 février 1944).
- 9 août : Rudolf Thanner, 62 ans, joueur allemand de hockey sur glace. (° 20 août 1944).
- 10 août : Jean Rédélé, 85 ans, pilote automobile français. (° 17 mai 1922).
- 12 août : Christian Elder, 38 ans, pilote automobile américain de NASCAR Busch Series. (° 6 décembre 1968).
- 14 août :
  - Phil Rizzuto, 89 ans, joueur américain de baseball. (° 25 septembre 1917).
  - Kotozakura Masakatsu, 66 ans, sumotori japonais ayant le grade de  yokozuna. (° 26 novembre 1940).
- 16 août :
  - John Blewett III, 33 ans, pilote automobile américain de NASCAR. (° 22 octobre 1973).
  - Jeroen Boere, 39 ans, footballeur néerlandais. (° 18 novembre 1967).
- 17 août : Eddie Griffin, 25 ans, joueur américain de basket-ball. (° 30 mai 1982).
- 18 août : Viktor Prokopenko, 62 ans, footballeur, puis entraineur ukrainien. Entraîneur du FC Shakhtar Donetsk. (° 24 octobre 1944).
- 21 août : Wilfried Kemmer, 63 ans, joueur puis entraîneur de football allemand. (° 20 novembre 1943).
- 22 août : Butch van Breda Kolff, 84 ans, joueur puis entraineur américain de basket-ball. (° 28 octobre 1922).
- 26 août : Roy McLean, 77 ans, joueur de cricket sud-africain. (° 9 juillet 1930).
- 28 août : Antonio Puerta, 22 ans, footballeur espagnol. (° 26 novembre 1984).
- 29 août : Chaswe Nsofwa, 28 ans, footballeur international zambien. (° 22 octobre 1978).
- 31 août : Gay Brewer, 75 ans, joueur de golf américain. Vainqueur du Masters en 1967. (° 19 mars 1932).

### Décès enseptembre 2007
- 1er septembre : Viliam Schrojf, 76 ans, footballeur slovaque. (° 2 août 1931).
- 2 septembre : Max McNab, 83 ans, joueur de hockey sur glace canadien. (° 21 juin 1924).
- 3 septembre :
  - Gift Leremi, 22 ans, footballeur sud-africain. (° 13 octobre 1984).
  - Gustavo Eberto, 24 ans, footballeur argentin, gardien de but de Boca Juniors. (° 30 août 1983).
  - Santiago Zubieta, 99 ans, footballeur espagnol. (° 20 juin 1908).
- 6 septembre :
  - Martin Čech, 31 ans, joueur tchèque de hockey sur glace. (° 2 juin 1976)
  - Byron Stevenson, 51 ans, footballeur britannique (Gallois). (° 7 septembre 1956).
- 7 septembre :
  - Norman Deeley, 73 ans, footballeur anglais; triple champion d'Angleterre (1953-54, 1957-58 et 1958-59). (° 30 novembre 1933).
  - Doris Metaxa, 96 ans, joueuse de tennis française. (° 12 juin 1911).
- 8 septembre : Juan Carlos Tacchi, 71 ans, footballeur argentin. (° 30 septembre 1935).
- 9 septembre : Helmut Senekowitsch, 73 ans, footballeur, puis entraîneur autrichien. Sélectionneur de l'équipe d'Autriche à la coupe du monde 1978. (° 22 octobre 1933).
- 11 septembre : Ian Porterfield, 61 ans, footballeur britannique (Écossais). (° 11 février 1946).
- 14 septembre : Benny Vansteelant, 30 ans, athlète belge. Plusieurs fois champion d'Europe et du monde de duathlon. (° 19 novembre 1976).
- 15 septembre : Colin McRae, 39 ans, pilote  de rallye britannique. (° 5 août 1968).
- 16 septembre : Friedrich Rafreider, 65 ans, footballeur autrichien. (° 24 février 1942).
- 18 septembre :
  - Len Thompson, 60 ans, joueur australien de football australien. (° 27 août 1947).
  - Nate Hill, 41 ans, joueur américain de foot U.S. (° 21 février 1966).
- 20 septembre :
  - Johnny Gavin, 77 ans, footballeur irlandais. (° 28 avril 1928).
  - Doudou Baka Sarr (Mamadou sarr), 70 ans, lutteur sénégalais. (° 1937).
- 21 septembre : Hallgeir Brenden, 78 ans, skieur de fond norvégien. (° 10 février 1929).
- 23 septembre : Krzysztof Surlit, 51 ans, footballeur polonais. (° 13 octobre 1955).
- 24 septembre : Frank Hyde, 91 ans, joueur de rugby à XIII, entraîneur, puis commentateur sportif australien. (° 1918).
- 27 septembre :
  - René Binggeli, 66 ans, coureur cycliste professionnel suisse. (° 17 janvier 1941).
  - Darcy Robinson, 26 ans, joueur canadien de hockey sur glace. (° 3 mai 1981).
  - Bill Perry, footballeur sud-africain, joueur légendaire de Blackpool dans les années 1950. (° 10 septembre 1930).
- 28 septembre : Derek Shackleton, 83 ans, joueur de cricket britannique. (° 12 août 1924).
- 29 septembre : Gyula Zsivótzky, 70 ans, athlète hongrois, spécialiste du lancer du marteau, champion olympique à Mexico (1968). (° 5 février 1937).

### Décès enoctobre 2007
- 1er octobre : 
  - Al Oerter, 71 ans, athlète américain (lancer du disque), champion olympique (1956, 1960, 1964 et 1968). (° 19 septembre 1936).
  - Bruce Hay, 57 ans, joueur écossais de rugby à XV. (° 23 mai 1950).
  - Tetsuo Okamoto, 75 ans, nageur brésilien. (° 20 mars 1932).
- 2 octobre : Francis Borelli, 75 ans, publicitaire français, président du PSG de 1978 à 1991, puis de l'AS Cannes de 1992 à 1996. (° 1932).
- 4 octobre :
  - Bob Burdick (en), 70 ans, pilote automobile americain. Ancien pilote de NASCAR. (° 20 octobre 1936).
  - Don Nottebart, 71 ans, joueur de baselall americain. (° 23 janvier 1936).
- 5 octobre : Vladimir Kuzin, 77 ans, skieur de fond soviétique, champion olympique du relais 4 × 10 km (1956). (° 15 juillet 1930).
- 7 octobre : Norifumi Abe, 32 ans, pilote de vitesse moto japonais. (° 7 septembre 1975).
- 8 octobre : Fulvio Zuccheri, 49 ans, footballeur italien. (° 2 octobre 1958).
- 9 octobre : Henk van Brussel, 72 ans, footballeur néerlandais. (° 12 juin 1935).
- 13 octobre : Alec Kessler, 40 ans, joueur de basket-ball américain. (° 13 janvier 1967).
- 15 octobre : Vito Taccone, 67 ans, coureur cycliste italien. (° 6 mai 1940).
- 16 octobre : Dieter Zorc, 67 ans, footballeur allemand. (° 17 octobre 1939).
- 17 octobre : Maria Kwaśniewska, 94 ans, athlète polonaise (javelot), médaille de bronze aux Jeux olympiques de Berlin (1936). (° 15 août 1913).
- 20 octobre :
  - Max McGee, 75 ans, joueur américain de foot U.S.. (° 16 juillet 1932).
  - Jim Mitchell, 60 ans, joueur américain de foot U.S.. (° 19 octobre 1947).
- 29 octobre : Christian d'Oriola, 79 ans, escrimeur français. champion olympique au fleuret individuel (1952, 1960) et par équipe (1948, 1952) et sept fois champion du monde. (° 3 octobre 1928).
- 30 octobre : Srđan Mrkušić, 92 ans, footballeur serbe (gardien de but). L'un des fondateurs de l'Étoile rouge de Belgrade en 1946. (° 26 mai 1915).

### Décès ennovembre 2007
- 2 novembre : Mary Lillian Ellison alias The Fabulous Moolah, 84 ans, catcheuse professionnel américaine. (° 22 juin 1923).
- 18 novembre : Joe Shaw, 79 ans, footballeur britannique. (° 23 juin 1928).
- 21 novembre : Tom Johnson, 79 ans, joueur professionnel de hockey sur glace canadien. (° 18 février 1928).
- 26 novembre : Herb McKenley, 85 ans, athlète jamaïcain, champion olympique du relais 4 × 400 mètres (1952). (° 10 juillet 1922).
- 27 novembre : Sean Taylor, 24 ans, joueur américain de football U.S.. (° 1er avril 1983).
- 29 novembre : Édouard Kula, 63 ans, footballeur français. (° 17 novembre 1944).

### Décès endécembre 2007
- 1er décembre : Ken McGregor, 78 ans, joueur de tennis australien. Vainqueur de l'Open d'Australie en 1952. (° 2 juin 1929).
- 2 décembre :
  - Les Shannon, 81 ans, footballeur, puis entraîneur britannique. (° 12 mars 1926).
  - Józef Gomoluch, 68 ans, footballeur polonais. (° 18 mars 1939).
- 4 décembre : Jake Gaudaur, 87 ans, joueur canadien de football canadien. (° 5 octobre 1920).
- 5 décembre : Foekje Dillema, 81 ans, athlète néerlandaise, spécialiste du sprint. Exclue des compétitions au début des années 1950, sous la fausse accusation d'être un homme. (° 18 septembre 1926).
- 9 décembre : Rafael Sperafico, 26 ans, pilote automobile brésilien (° 22 avril 1981).

### Date précise inconnue ou non renseignée
- Maryse Begary, trapéziste française (° 1926).